# Pile à combustible
Pour les articles homonymes, voir Pile.

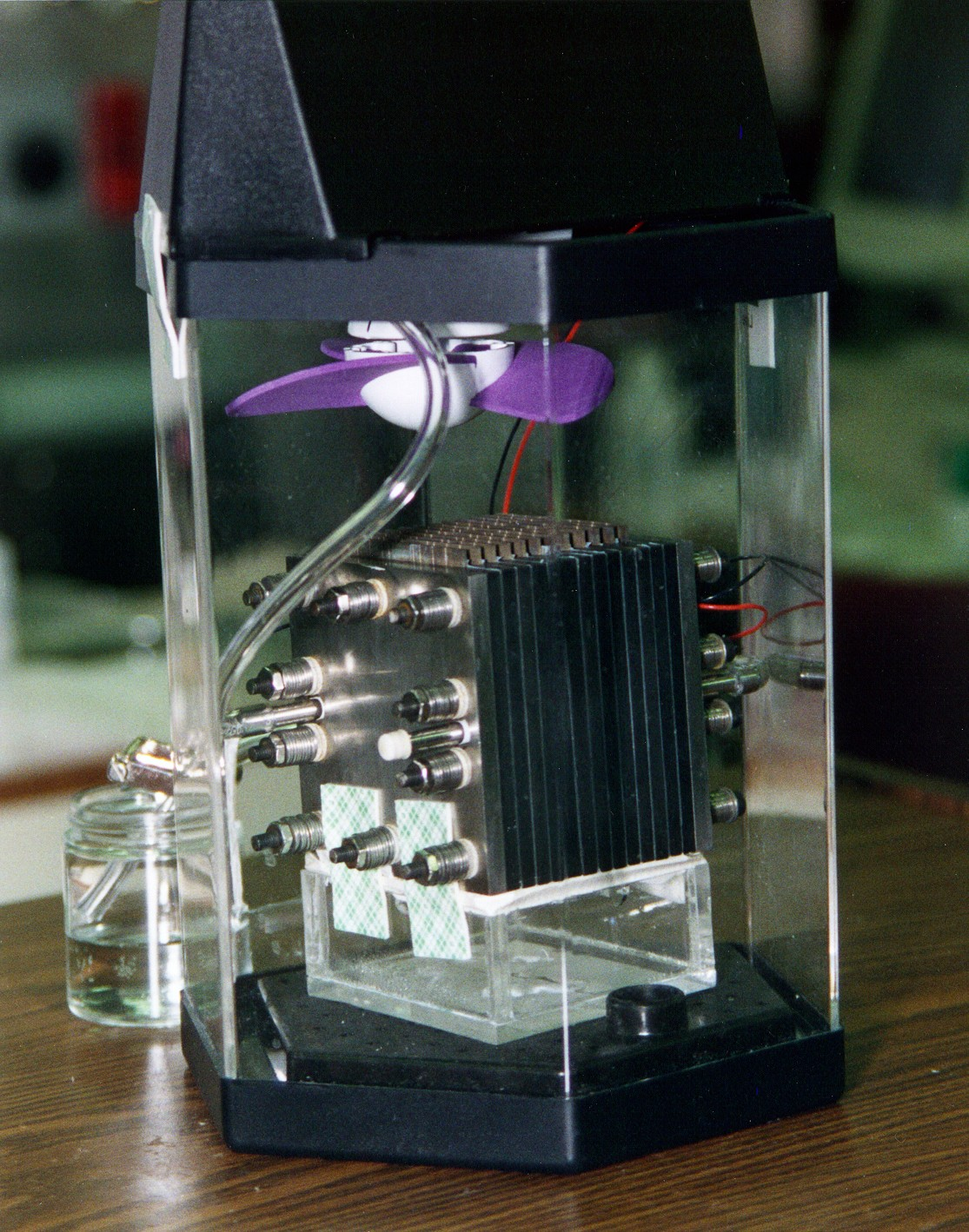
Pile à combustible au méthanol de la NASA.

Une pile à combustible est un générateur électrochimique produisant une tension électrique grâce à l'oxydation sur une électrode d'un combustible réducteur (par exemple le dihydrogène) couplée à la réduction sur l'autre électrode d'un oxydant, tel que l'oxygène de l'air. Elle est distincte de la pile électrique, qui fonctionne également par réaction d'oxydoréduction, mais qui est constituée d'empilements de métaux.

## Historique
L'effet pile à combustible est découvert par l'Allemand Christian Schönbein en 1839. Le premier modèle de laboratoire de pile à combustible est réalisé par William R. Grove sur les trois années suivantes. En 1889, Ludwig Mond et Carl Langer donnent à la pile à combustible son nom et sa forme actuelle. Francis T. Bacon reprend les études de la pile à combustible en 1932 et réalise un premier prototype de 1 kW en 1953, puis de 5 kW en 1959. Ce prototype servira de modèle pour les futures piles à combustible utilisées lors des missions spatiales Apollo.
La longue période (plus d'un siècle) qui s'est écoulée entre la réalisation du premier modèle de pile à combustible et les premières utilisations s'explique par le très fort développement qu'ont connu les autres types de générateurs d'énergie électrique et par le fait que le coût des matériaux utilisés dans la pile à combustible reste encore actuellement élevé.

## Généralités

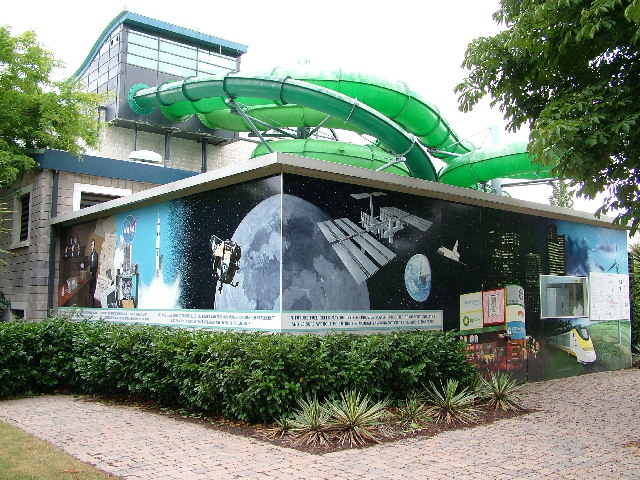
Piscine municipale de Woking. Première expérience anglaise de pile à combustible fonctionnant en cogénération (production simultanée de chaleur et d'électricité).

Une pile à combustible est un générateur électrique dans lequel la fabrication de l'électricité se fait grâce à l'oxydation, sur une électrode, d'un combustible réducteur (par exemple le dihydrogène), couplée à la réduction sur l'autre électrode d'un oxydant, tel que le dioxygène de l'air. La réaction d'oxydation de l'hydrogène est accélérée par un catalyseur qui est généralement du platine. Si d'autres combinaisons sont possibles, la pile la plus couramment étudiée et utilisée est la pile dihydrogène-dioxygène ou dihydrogène-air, car la production de dihydrogène est maîtrisée (très majoritairement à partir d'hydrocarbures, mais aussi par électrolyse de l'eau, le dihydrogène étant un vecteur énergétique), et des recherches sont à l'étude pour en trouver à l'état naturel,.

### Évolutions techniques
Depuis 1977, certaines piles à combustible (utilisées sur les satellites) contiennent des membranes en polymères (électrolyte solide acide ou alcalin) rendus conducteurs, prenant la forme d'une fine membrane séparant les deux électrodes. Ces électrodes contiennent du platine, qui agit comme catalyseur de la réaction. S'agissant d'un métal rare, polluant et coûteux, on lui cherche donc des alternatives ; on teste, par exemple en Chine, un polymère (polysulfone ou polysulfone à ammonium quaternaire) avec une cathode (côté oxygène) en argent et une anode (côté hydrogène) en nickel plaquée de chrome.
En 2010, des chercheurs américains et des chercheurs allemands ont proposé d'intégrer un catalyseur supplémentaire, moins coûteux et qui pourrait diviser par deux la quantité de platine des piles à combustible ; il s'agit de nanosphères construites avec des atomes de platine et de cuivre, dont les particules de cuivre sont par la suite en partie extraites, laissant une sorte de nanocoquille de platine de quelques atomes d'épaisseur. La méthode de production de ces nanosphères est telle qu'elle diminue leur capacité de fixation de l'oxygène, ce qui favorise la formation d'eau en rendant la pile plus productive. Selon cette équipe cela pourrait réduire de 80 % le prix des piles à combustible. Ce procédé pourrait être appliqué à d'autres métaux pour produire d'autres types de catalyseurs pouvant par exemple permettre une production d'hydrogène et d'oxygène à partir d'eau comme stockage chimique de l'énergie électrique produite par des éoliennes ou des panneaux solaires, avant de la restituer sous forme d'électricité.

## Pile à combustible à hydrogène
Le fonctionnement d'une pile dihydrogène-dioxygène est particulièrement propre puisqu'il ne produit que de l'eau. Mais jusqu'en 2010, la fabrication de ces piles était très coûteuse, notamment à cause de la quantité non négligeable de platine nécessaire et au coût des membranes échangeuses d'ions.

### Principe de fonctionnement
Le principe de la pile à combustible est inverse de celui d'une électrolyse. La réaction chimique produite par l'oxydation et la rencontre de gaz produit de l'électricité, de l'eau et de la chaleur. Le fonctionnement de la pile à combustible nécessite un approvisionnement en combustible, le plus utilisé étant l'hydrogène. Une cellule de pile à combustible produit une tension électrique d'environ 0,7 à 0,8 V, selon la charge (densité de courant) et produit de la chaleur. Leur température de fonctionnement varie de 60 à 1 050 °C selon les modèles. L'eau est généralement évacuée sous forme de vapeur avec l'excédent de dioxygène.
Les types de piles à combustible les plus connus sont la pile à membrane échangeuse de protons et la pile à oxyde solide.

#### Pile à membrane échangeuse de protons

Pile à combustible.

Une pile à combustible à membrane échangeuse de protons comporte :
- deux plaques bipolaires : 
  1. une pour distribuer l'hydrogène,
  2. une autre pour distribuer l'oxygène et évacuer l'eau ;
- deux électrodes : une anode et une cathode pour faire circuler le courant électrique (électrons) ;
- une membrane échangeuse de protons faisant fonction d'électrolyte : elle est isolante, c'est-à-dire qu'elle bloque le passage des électrons tout en laissant passer les ions H+ (protons) ;
- des catalyseurs (platine) qui accélèrent les réactions entre les gaz.

L'hydrogène sous forme diatomique (dihydrogène H2)  entre par la plaque bipolaire à gauche sur la figure.
Arrivé à l'anode, il se dissocie en ions (H+) et en électrons (e−) selon la réaction 2 H2 = 4 H+ + 4 e−. Les ions traversent alors la membrane, mais les électrons, bloqués, sont contraints d'emprunter un circuit extérieur, ce qui va engendrer un courant électrique.
À la cathode, les ions hydrogène, les électrons et du dioxygène (pur ou provenant de l'air) se rencontrent pour former de l'eau selon la réaction : 4 H+ + 4 e− + O2 = 2 H2O. L'eau et le dioxygène passent par la plaque bipolaire droite. Cette réaction produit également de la chaleur pouvant être récupérée.

#### Pile à oxyde solide
Le principe est similaire. La seule différence est que la membrane échangeuse de protons est remplacée par une autre membrane appelée « membrane à oxyde solide ». Les molécules dans la pile à combustible ne vont alors pas réagir de la même façon :
- dans un premier temps, le dihydrogène entre par la plaque bipolaire à gauche sur la figure, et arrive sur l'anode ;
- là, le dihydrogène se dissocie : 2 H2 = 4 H+ + 4 e− (jusque-là, aucun changement) ;
- les électrons (e−) empruntent un circuit extérieur, mais les ions H+ (protons), au lieu de traverser la membrane, restent sur l'électrode ;
- après avoir traversé les dipôles, les électrons rejoignent la cathode chargée en dioxygène. Chaque molécule de dioxygène va fixer quatre électrons pour donner deux ions doublement négatifs d'oxygène selon : O2 + 4e− → 2 O2− ;
- les ions O2− traversent l'électrolyte et se combinent avec les protons H+ pour former de l'eau : 4 H+ + 2 O2− = 2 H2 + O2 = 2 H2O.

Ce type de pile dispense d'utiliser des catalyseurs très onéreux et polluants (tel le platine) mais ne fonctionne qu'à très haute température (autour de 600 à 800 °C) et leur fabrication coûte plus cher pour des piles de faible puissance. Elles sont donc réservées à des applications spécifiques nécessitant une forte puissance.

## Pile à combustible au méthanol
Il existe deux types de piles à combustible au méthanol :
- les piles RMFC (Reformed Methanol Fuel Cell) : dans ces piles, le méthanol est reformé pour produire l'hydrogène qui alimentera la pile ;
- les piles DMFC (Direct Methanol Fuel Cell) : dans ces piles, le méthanol est directement oxydé dans le cœur de la pile et ne nécessite pas d'être reformé.

Ces piles ne peuvent être « propres » que si le méthanol est obtenu par méthanolisation, car elles rejettent du CO2 et même du CO qui peuvent toutefois être récupérés.

## Différentes techniques de piles à combustible
| Type                                    | Électrolyte                            | Ions mis en œuvre | Gaz/liquide à l'anode                 | Gaz à la cathode | Puissance      | Température de fonctionnement | Rendement électrique                | Maturité                          | Domaine                           |
| --------------------------------------- | -------------------------------------- | ----------------- | ------------------------------------- | ---------------- | -------------- | ----------------------------- | ----------------------------------- | --------------------------------- | --------------------------------- |
| AFC - Alcaline                          | Hydroxyde de potassium                 | HO−               | dihydrogène                           | dioxygène        | 10 à 100 kW    | 60 à 90 °C                    | Pile seule : 60-70 % Système : 62 % | Commercialisé/ Développement      | Portable, transport               |
| DBFC - Hydrure de bore direct           | Membrane protonique Membrane anionique | H+ HO−            | NaBH4 liquide                         | dioxygène        | 250 mW/cm2     | 20 à 80 °C                    | 50 % monocellule                    | Développement                     | portable <20 W                    |
| PEMFC – à membrane d'échange de protons | Membranes polymère Nafion-PBI          | H+                | dihydrogène                           | dioxygène        | 0,1 à 500 kW   | 60 à 220 °C                   | Pile : 50-70 % Système : 30–50 %    | Commercialisé/ Développement      | portable, transport, stationnaire |
| DMFC – à méthanol direct                | Membrane polymère                      | H+                | méthanol                              | dioxygène        | mW à 100 kW    | 90 à 120 °C                   | Pile : 20–30 %                      | Commercialisé/ Développement      | transport, stationnaire           |
| DEFC – à éthanol direct                 |                                        |                   |                                       |                  |                | 90 à 120 °C                   |                                     | Développement                     |                                   |
| FAFC – à acide formique                 |                                        |                   |                                       |                  |                | 90 à 120 °C                   |                                     | Développement                     |                                   |
| DFFC – à formiate direct                |                                        |                   |                                       |                  | 591 mW/cm      | 60°C                          |                                     | Développement                     |                                   |
| PAFC – à acide phosphorique             | Acide phosphorique                     | H+                | dihydrogène                           | dioxygène        | jusqu'à 10 MW  | environ 200 °C                | Pile : 55 % Système : 40 %          | Développement                     | transport, stationnaire           |
| MCFC – à carbonate fondu                | Carbonate de métaux alcalins           | CO32−             | dihydrogène, Méthane, Gaz de synthèse | dioxygène        | jusqu'à 100 MW | environ 650 °C                | Pile : 55 % Système : 47 %          | Développement/ Mise sur le marché | stationnaire                      |
| PCFC – à céramique protonante           |                                        | H+                |                                       |                  |                | 700 °C                        |                                     | Développement                     |                                   |
| SOFC – à oxyde solide                   | Céramique                              | O2−               | dihydrogène, Méthane, Gaz de synthèse | dioxygène        | jusqu'à 100 MW | 800 à 1 050 °C                | Pile : 60–65 % Système : 55–60 %    | Développement                     | stationnaire                      |

### Rendements globaux
Le rendement global, qui est le rapport entre la quantité d'électricité produite par la pile à hydrogène et la quantité d'électricité dépensée dans l'électrolyse pour synthétiser de l'hydrogène, est assez faible.
Un groupe électrogène permet un rendement de 25 % et une pile à hydrogène peut atteindre 50 à 60 % de rendement électrique, ou plus s'il existe un besoin pour la chaleur de récupération mais les rendements énergétiques cumulés de la synthèse du dihydrogène et de la compression ou liquéfaction sont encore assez faibles. Ici, le dihydrogène n'est pas une source d'énergie primaire ; c'est un vecteur d'énergie.
Le rendement sur une automobile serait de 35 %,. Selon l'Agence de l'environnement et de la maîtrise de l'énergie, le rendement global de la chaîne électricité-hydrogène-électricité est de l'ordre de 25 %.

## Applications
Les principaux champs d'application sont les suivants.

### Transports
Les piles à combustible alimentées à l'hydrogène sont utilisées pour alimenter plusieurs prototypes de voitures électriques, et de bus électriques. Des trains pour des lignes ferroviaires non électrifiées entrent en service en 2020 en Allemagne et les premiers essais en France ont lieu en 2023. La technologie produit aussi depuis 2022 de l'électricité à bord d'un navire de croisière.
Le 5 décembre 2023, Symbio, coentreprise de Stellantis, Michelin et Forvia, inaugure son usine SymphonHy à Saint-Fons (Rhône), dont la capacité devrait atteindre 50 000 systèmes de piles à hydrogène destinés au marché des utilitaires, puis à celui des poids lourds à partir de 2027.

### Stationnaire
Les applications stationnaires se centrent principalement dans des système de cogénération de petite puissance, des applications de grande puissance et des systèmes d'alimentation sans interruptions (UPS en anglais).

#### Cogénération
Les systèmes de cogénération domestique, ou micro-cogénération, sont des appareils de chauffage domestiques intégrant une pile à combustible. Ils permettent de produire de la chaleur et de l'électricité simultanément.
Au Japon, 310 000 systèmes de 0,3 kW jusqu'à 1 kW électrique ont été installés entre 2009 et 2019 dans le cadre du projet ENE-FARM,. Dans ces systèmes, l'hydrogène est obtenu par reformage du méthane.
En Europe, plusieurs fabricants de micro-cogénérations à pile à combustible testent sur le terrain des prototypes pré-commerciaux dans douze pays européens,. En mai 2016, le projet de la Commission européenne ene.field et Pace vise à développer des piles à combustible domestiques pour les particuliers, avec plusieurs marques associées à ce projet. Pace projette en 2017 d'installer en cinq ans à 2 650 exemplaires de micro-cogénérateurs en Europe, avec quatre industriels impliqués afin d'ouvrir un marché (objectif : 800 000 piles à combustible installées par an en 2050 en substitut aux chaudières à condensation).

### Perspectives
Les piles à combustible sont envisagées pour alimenter divers appareils nomades, tels que des téléphones ou des ordinateurs portables. La viabilité industrielle se heurte encore à un rendement énergétique global assez faible compte tenu du fait que chaque étape (synthèse de l'hydrogène, séchage du gaz, stockage, vaporisation, rendement des réactions électrochimiques de la pile, circulation des fluides, régulation thermique, maintenance, récupération du platine, etc.) contribue à un rendement global encore décevant.
En 2009, des chercheurs japonais ont atteint un rendement de 56 % pendant plusieurs centaines d'heures avec une pile de 3 kW. En 2017, presque 200 000 unités étaient installées en maisons individuelles. Dans le cadre du projet HiPer-FC (High Performance Fuel Cell) lancé par la NEDO en 2008, un « Centre de recherche sur les nanomatériaux pour les piles à combustible » y travaille depuis le 25 août 2009.

## Programmes de recherche ou de développement
En 2017, à l'occasion du Forum économique mondial de Davos, est créé le Conseil de l'hydrogène, une initiative mondiale de grandes entreprises du secteur de l’énergie, des transports et de l’industrie pour développer l’économie de l’hydrogène et des piles à combustible.

### Par zones géographiques

#### États-Unis
Les États-Unis  développent de nombreux projets soutenus par le gouvernement, parfois présentés comme une des solutions majeures contre le réchauffement climatique.

#### Canada
Au Canada, l'Institut d'innovation en piles à combustible du Conseil national de recherches du Canada (IIPC-CNRC) a été créé en septembre 2006 sur 6 500 m2, en Colombie-Britannique (UBC), dans la grappe technologique de la région de Vancouver, pilote dans ce domaine. Il vise à développer l'industrie de l'hydrogène et des piles à combustible au Canada. C’est une plate-forme de démonstration autant que de recherche, qui abrite aussi le programme de Vancouver sur les véhicules à piles à combustible, ainsi que le projet d’autoroute de l'hydrogène de la Colombie britannique, épaulés par des laboratoires consacrés à l'alimentation en hydrogène et aux techniques de piles à combustible intégrées. Le site dispose de pompes géothermiques et de moyens photovoltaïques de production d'hydrogène.

#### Europe
L'Europe s'est dotée en 2008 d'un cadre (règlement européen) pour le développement des véhicules à hydrogène (comme combustible), mais soutient aussi des projets de recherche sur les piles à hydrogène

#### France
En France, l’ADEME, EDF et le CEA ont installé un réseau « Pile à Combustible » (PACo) le 25 juin 1999 piloté par Catherine Ronge, directrice R&D d’Air liquide et Roger Ballay, directeur adjoint de la recherche à EDF, co-animé par l’ADEME et le Commissariat à l’énergie atomique (CEA). Ce réseau avait pour missions d’accélérer les recherches sur la pile à combustible en identifiant les verrous technologiques, d’animer la communauté scientifique autour d’un pôle d’expertise susceptible de valoriser et diffuser les avancées de la recherche, de développer les partenariats public-privé et une réflexion prospective sur le développement de ces techniques.
En 2005, le réseau français PACo a été remplacé par le programme PAN-H (Plan d'action sur l'hydrogène et les piles à combustible, 2005-2008) de l’ANR (Agence nationale de la recherche), suivi du programme HPAC (Hydrogène et piles à combustible) entre 2009 et 2010. Les différents axes de recherches des programmes Pan-H et HPAC ont été positionnés — ou repositionnés — en 2010 dans les programmes PROGELEC (Production renouvelable et gestion de l’électricité) et TTD (Transport terrestre durable) de l'ANR.
Dans le nord de la France, le laboratoire de nanotechnologies de l’Institut d'électronique de microélectronique et de nanotechnologie a réalisé en mai 2009 une pile à combustible de très petites dimensions (5 × 3,6 mm).
En Martinique, un système de pile à hydrogène baptisé Cleargen est inauguré le 5 décembre 2019 par la Société anonyme de la raffinerie des Antilles (SARA). La pile, fournie par Hydrogène de France (HDF), utilise le procédé d‘électrolyse inverse de l’eau pour fabriquer de l’électricité à partir d’hydrogène et d’oxygène ; elle utilisera l’excédent d’hydrogène produit par la raffinerie pour alimenter le réseau électrique de l’île, à la demande, avec une puissance d'un mégawatt, ce qui permet d'alimenter environ 2 000 foyers.
En mai 2023, la jeune société grenobloise Inocel, créée en 2021, annonce le choix de Belfort pour construire une usine de fabrication de piles à combustibles à basse température d'une puissance unitaire de 300 kW, fruit de deux ans de développement au sein du CEA-Liten et destinée aux marchés du stationnaire, de la marine et de la mobilité lourde terrestre. Inocel aurait déjà enregistré un milliard d'euros d'intentions d'achats. L'usine devrait démarrer en septembre 2024 puis monter en cadence pour atteindre, à terme, une capacité de 30 000 piles par an.

#### Japon
En 2007, sous l'égide du Japon, est amorcée une réflexion sur des normes, règles et standards de fabrication et de sûreté, de manière à faciliter l'usage généralisé des piles à combustible ou à hydrogène.
Quelques années auparavant, sur l'initiative du Premier ministre Koizumi, il a été possible en un peu plus de 24 mois de :
- revoir les 28 codes contenus dans les six lois qui régissaient l’utilisation de l’hydrogène et des piles à combustible dans le domaine grand public ;
- définir un programme de lancement de chaudières électrogènes à pile a combustible par Tokyo Gas[38] (subventionné par l’État) ; ce programme se poursuit par l'introduction de la deuxième génération d’équipements Ene-Farm en 2011[39] ;
- garantir aux nouveaux utilisateurs dix ans de service après-vente en échange d’informations sur le comportement et les rendements de l’installation ;
- équiper les services du Premier ministre, le 3 décembre 2002, de deux véhicules hydrogène (FCEV), l'un fourni par Toyota, l'autre par Honda ;
- installer dans la résidence du Premier ministre, le 8 avril 2005, une pile à combustible en cogénération[40].

Le Japon espère ainsi réduire de 50 % ses émissions de dioxyde de carbone liées à la petite électronique, en proposant par ailleurs des batteries dont l'autonomie serait multipliée par trois.

### Automobile
L’utilisation de piles à hydrogène dans l’automobile, qui est en concurrence avec d'autres types de voitures à pile à combustible, s’appuie sur plusieurs schémas :
- tout hydrogène ou « full power » : c’est une pile à hydrogène dont on fait varier la puissance de sortie qui alimente directement le ou les moteurs électriques de propulsion (en anglais FCEV) ;
- hybride ou « mid range » : la pile à hydrogène en fonctionnant dans une plage étroite fournit de l’électricité qui est utilisée par le ou les moteurs ou pour recharger une batterie de capacité limitée (en anglais FCHEV) ;
- à prolongateur d’autonomie ou « range extender » : une petite pile à hydrogène vient recharger la batterie d’un véhicule électrique en assurant éventuellement le chauffage de l’habitacle (en anglais EREV).

#### Concept-cars

##### General Motors
Le premier modèle est la Sequel. La pile à hydrogène de 73 kW est alimentée par trois réservoirs de dihydrogène en composite bobiné, de 700 bar (2005). Le second est la Chevy Volt : concept présenté en janvier 2007 au salon automobile de Détroit (États-Unis). Le 3e modèle est l'Hydrogen 4 présenté le 6 mars 2008 au 78e salon international de l’automobile de Genève (Suisse). La pile à combustible du GM HydroGen4 se compose de 440 cellules connectées en série. L’ensemble du système offre une puissance électrique atteignant 93 kW alimentant un moteur électrique synchrone de 73 kW soit 100 ch. Il permet à l’HydroGen4 de franchir le zéro à 100 km/h en 12 secondes environ. Le HydroGen4 dispose d’un système de stockage comprenant trois réservoirs à haute pression de 700 bar réalisés en fibre de carbone, pouvant contenir 4,2 kg d'hydrogène. Ce qui permet une autonomie atteignant 320 km.

##### BMW
Exemples de modèles produits : prototype i8 de 2015 (pile de la Toyota Mirai), prototype i Hydrogen NEXT développé sur la base d’un X5 et présenté lors du salon de l'automobile de Francfort de 2019. Dans son communiqué de presse de présentation du prototype, BMW annonce que ce prototype préfigure en fait une petite série qui serait présentée à l'horizon 2022, pour qu'ensuite, au plus tôt en 2025, d'autres véhicules soient proposés selon les exigences du marché et la situation générale.

##### Mercedes-Benz
Le concept car Ener-G-Force fonctionnant grâce à un pile à combustible alimentée avec des réservoirs d'eau montés sur le toit a été présenté au salon de Los Angeles en 2012. Il a été construit la NECAR et la F-Cell : toute une famille de véhicules avec différents types de combustible (hydrogène gazeux, méthanol, etc.). À ce jour (2010), Daimler a construit le plus grand nombre de véhicules utilisant une pile à combustible (plus de cent). Mercedes a annoncé la production en série pour le grand public de la classe B F-Cell Hydrogène en 2017.

##### Hummer
Le Hummer O2 est un concept car tout-terrain.

#### Prototypes

##### Cityjoule
Il s'agit d'une voiture expérimentale de l'université de Nantes dont le coefficient de traînée Cx est annoncé à 0,11 en 2013,.

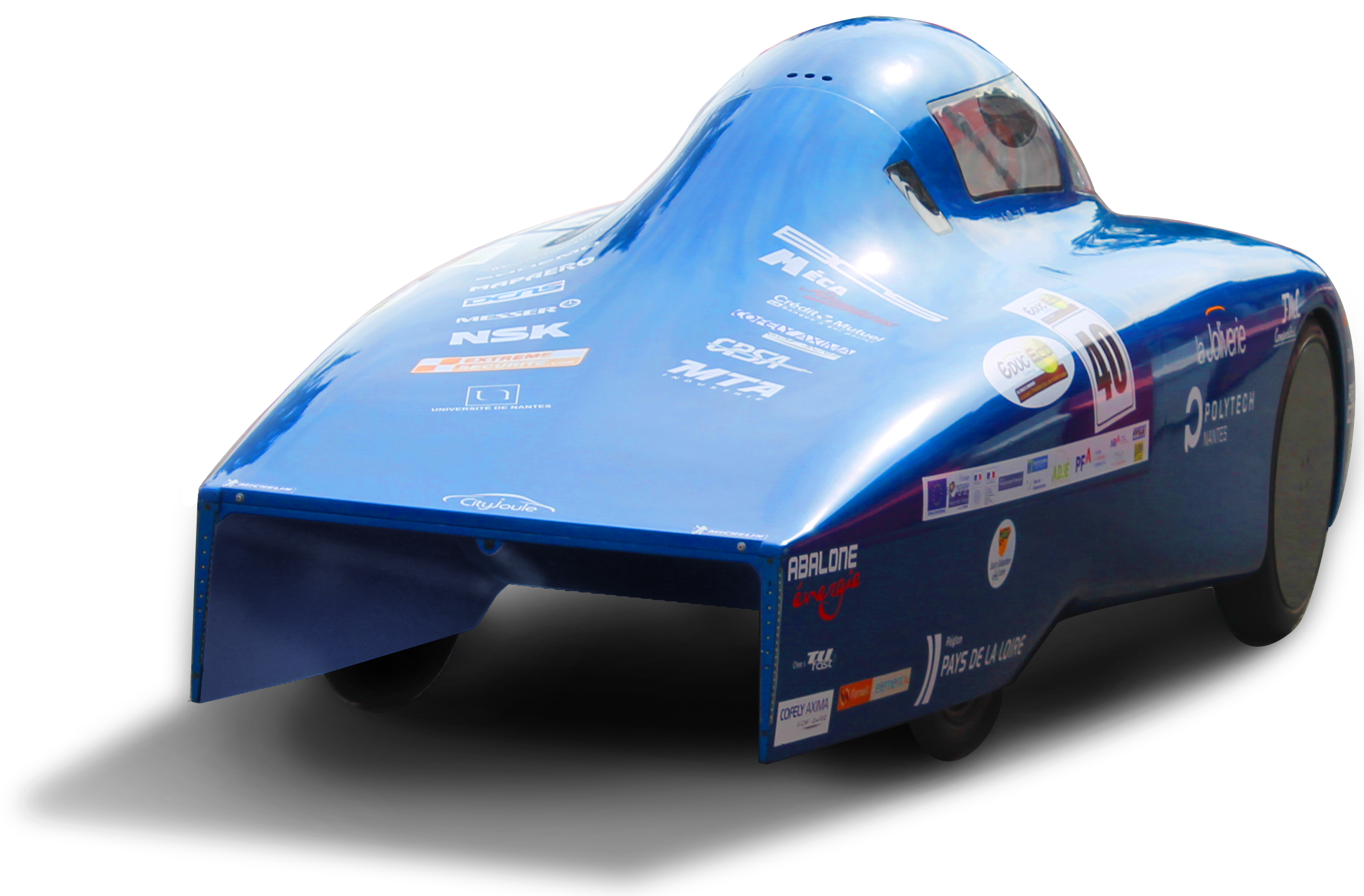
La Cityjoule, voiture expérimentale de l'université de Nantes.

##### GreenGT

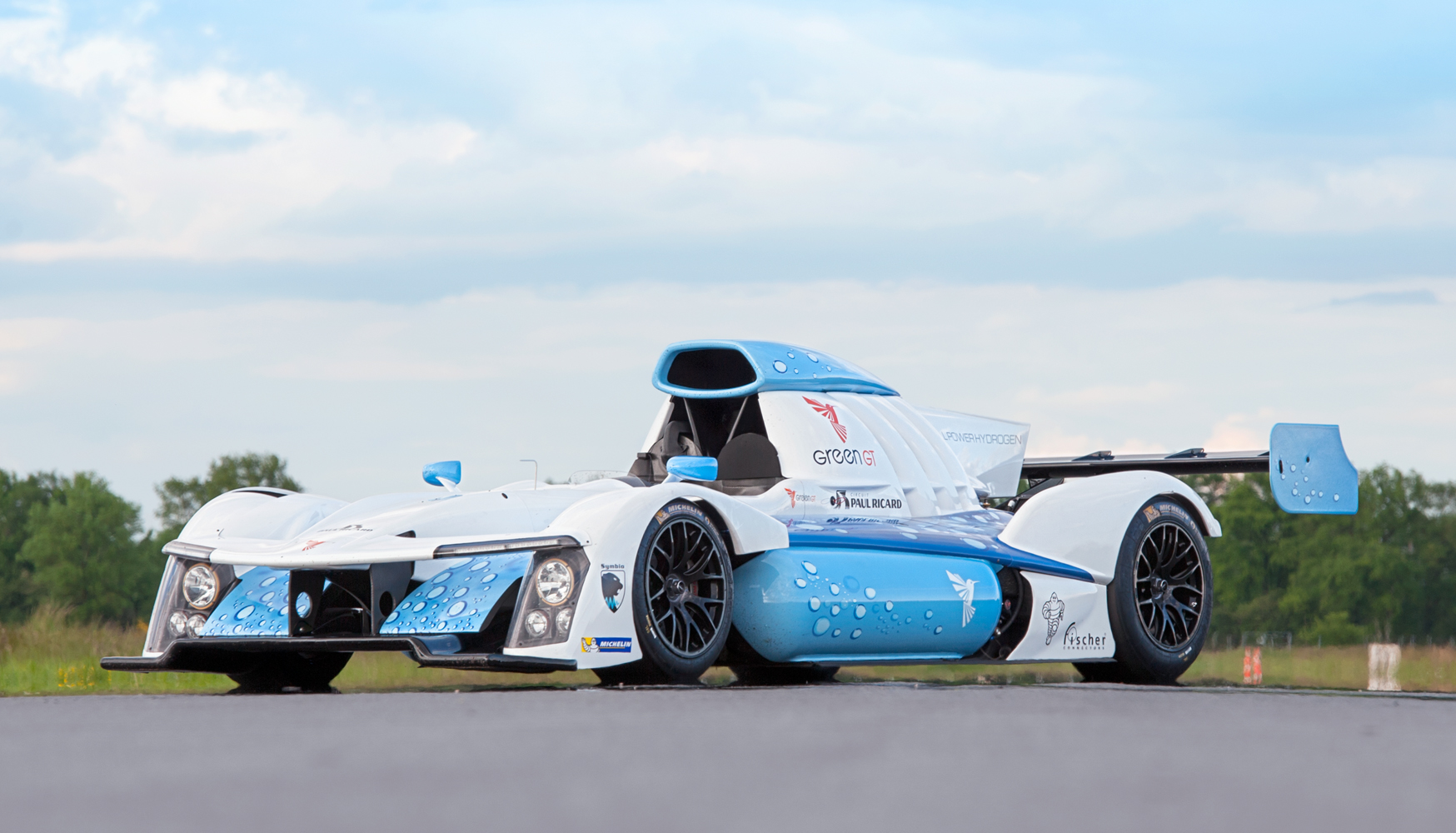
Les 26 et 28 juin 2016, la GreenGT H2 est la première voiture à hydrogène à rouler sur le circuit des 24 Heures du Mans.

La GreenGT H2 est le premier prototype de compétition électrique-hydrogène, la genèse de la GreenGT H2 débute en 2009. Elle est officiellement présentée le 2 juin 2012 dans le cadre de la journée d'essais des 24 Heures du Mans. Elle est alors non roulante et reçoit une livrée noir et orange. Le 27 juin 2015, elle fait l'objet d'une première présentation dynamique publique sur le circuit Paul-Ricard dans le cadre de la manche française de la coupe du monde des voitures de tourisme. Arborant une nouvelle livrée bleu clair et blanc, elle est alors conduite par Olivier Panis, ancien pilote de Formule 1 et vainqueur du Grand Prix automobile de Monaco 1996 sur Ligier-Mugen-Honda. À l’invitation de Michelin, elle fait une seconde démonstration, en ouverture du premier Paris ePrix de Formule E, le 23 avril 2016. Le 26 juin en fin de journée, lors des 24 Heures du Mans 2016 et toujours conduite par Olivier Panis, elle devient la première voiture mue par un groupe motopropulseur électrique-hydrogène à effectuer un tour du circuit automobile sarthois. Deux jours plus tard, le 28 juin, la H2 et son pilote rééditent leur démonstration juste avant que soit donné le départ de la course. La puissance de la GreenGT H2, équipée des deux moteurs électriques, est de 2 × 200 kW à 1 350 tr/min, soit 544 ch
La H2 Speed est née à la demande du carrossier italien Pininfarina, la H2 Speed est présentée au 86e salon international de l'automobile de Genève le 1er mars 2016,,,. Elle est conjointement dévoilée par Jean-François Weber (cofondateur, actionnaire et directeur de la recherche et du développement de GreenGT), Fabio Filippini (directeur du style de Pininfarina), Silvio Angori (président-directeur général de Pininfarina) et Paolo Pininfarina (président du groupe Pininfarina). À cette occasion, le magazine américain Autoweek, dans son édition du 21 mars 2016, lui décerne le Best Concept Award, prix récompensant chaque année plus beau concept car du salon en la désignant alors comme « la voiture zéro émission la plus rapide de tous les temps »,. Ses rivales étaient la Sbarro Prom, l’Italdesign GTZERO et la Morgan EV3. Le 30 mars 2016, la H2 Speed est présentée, sur sa demande, à Albert II, prince de Monaco, attentif aux technologies à développement durable. À l’issue de cette présentation, une combinaison de pilote aux couleurs de GreenGT est remise au souverain monégasque. Elle est brodée de son nom en guise d’invitation à venir essayer la H2 Speed. Les 21 et 22 mai, elle participe au concours d'élégance de la Villa d'Este de Cernobbio en Italie puis, du 8 au 12 juin 2016, au salon de l'automobile de Turin. La H2 Speed est ensuite présentée à deux reprises par Michelin, partenaire pneumatiques de GreenGT, à l’occasion d’événements automobiles internationaux, la première fois en France lors des 24 Heures du Mans 2016, du 15 au 19 juin, et la deuxième en Grande-Bretagne, au festival de vitesse de Goodwood, une semaine plus tard.

##### Suzuki
En collaboration avec General Motors, il a construit le prototype de voiture Mr Wagon FCW. La pile à hydrogène est alimentée par du dihydrogène contenu dans des réservoirs à 700 bar.

##### Michelin
Un prototype de voiture Hy-light fonctionnant avec une pile à hydrogène a été présenté en mars 2005. La pile est alimentée par du dihydrogène provenant de trois bouteilles haute pression bobinées composite,
Le manufacturier a aussi construit un prototype de voiture Hy-light 2 fonctionnant avec une pile à combustible. Il a été présenté en septembre 2007. Par rapport à la hy-light, la 2e génération possède des batteries et plus des supercapacités,
La F-City H2 est la première voiture française à recevoir des autorités françaises une homologation route. Ce véhicule est le fruit de la collaboration entre Michelin et FAM Automobiles (devenu depuis France Craft Automobiles). Pour celui-ci, Michelin a conçu un pack pile à hydrogène compact mais complet, comprenant même le réservoir d’hydrogène à 350 bar qui remplace le bac à batteries de la version électrique de le F-City.

##### PSA
Le constructeur a construit un démonstrateur TAXI PAC, pile à combustible alimentée par un rack (interchangeable) de bouteilles d'hydrogène sous pression, un démonstrateur H2O, véhicule de pompier avec range-extender à pile à combustible avec génération in situ de l'hydrogène à partir de tétrahydruroborate de sodium, un démonstrateur QUARK, quad à pile à combustible comportant un moteur électrique dans chacune des quatre roues, un démonstrateur 207 CC Epure comportant la pile à combustible issue du programme GENEPAC. PSA a collaboré au projet GENEPAC (2002-2006) avec le CEA pour une pile hydrogène de type PEMFC de 80 kW,

##### Renault-Nissan
En 2008, le constructeur a présenté le prototype Renault Scénic ZEV H2 à pile à combustible.

##### Venturi
La Venturi Buckeye Bullet 2 bat le record de vitesse FIA pour un véhicule électrique alimenté par une pile à combustible : 487 km/h. C’est le premier véhicule électrique à franchir la barre symbolique des 300 mph (plus de 480 km/h).

##### SymbioFCell
Le HyKangoo est construit sur la base d’un Kangoo ZE avec une évolution en véhicule électrique à prolongateur d’autonomie, avec une pile de 5 kW et un petit stockage hydrogène, présenté au Mondial de l’automobile 2012. Véhicule en démonstration sur le site Solvay de Tavaux.

#### Voitures de série

##### Ford

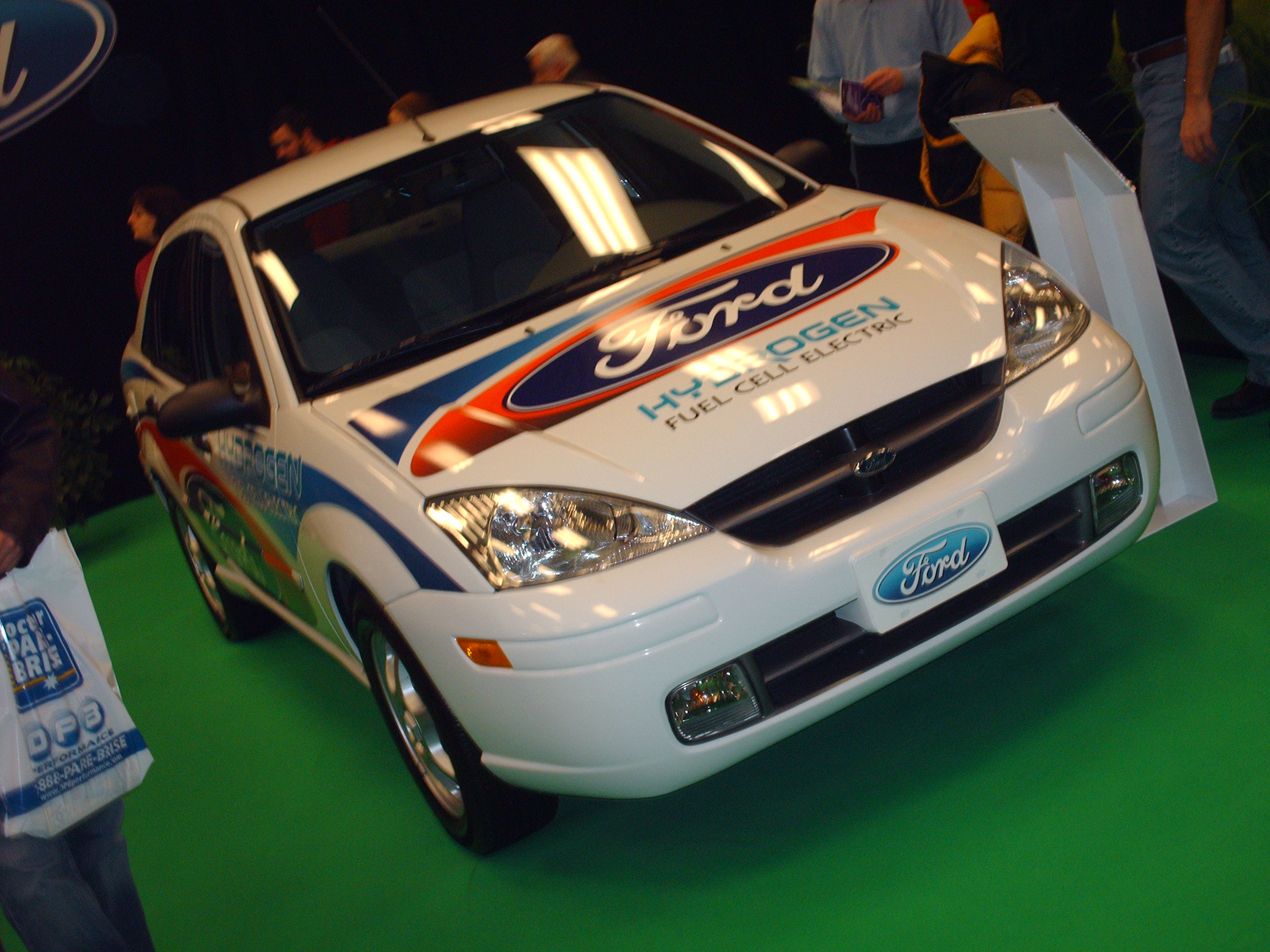
Ford Focus FCV Hybrid au Salon International de l'auto de Montréal 2007

Le modèle produit est la Focus FCV.

##### Honda
La Honda FCX Clarity est la première voiture de série, commercialisée (en location) au Japon et aux États-Unis (État de Californie). C'est un véhicule cinq-places, équipé d'un réservoir d'une pression de 350 bar.
Honda a également produit la Honda CR-X.

##### Hyundai
Tucson FCEV est une voiture hybride. La pile à hydrogène de 80 kW est alimentée par une bouteille à gaz bobinée composite.
Le iX35 FCEV est une nouvelle génération du Tucson FCEV qui pourrait commencer à être commercialisée sur quelques territoires spécifiques dotés d'une infrastructure de remplissage hydrogène adéquate. Hyundai annonce une autonomie de 564 km et le prix d'un plein serait aux alentours des 56 euros. Un partenariat technologique a été annoncé en juin 2018 avec Audi (filiale de Volkswagen, sachant que l'Allemagne a lancé un programme visant 400 stations service de distribution d'hydrogène avant 2023. En France en 2018 une flotte de taxis Hype fonctionne à l'hydrogène (dont 60 modèles Hyundai).

##### Nikola Motor Company
Le 3 mai 2018, le brasseur Anheuser-Busch a commandé « jusqu'à » 800 camions pour assurer la livraison de bières aux États-Unis.

##### Toyota
Le constructeur a produit une voiture cinq places FCHV-4 et bus FCHV-US1. Ces programmes ont été présentés pour la première fois en 2001. Ils comportent une pile à hydrogène de 90 kW. Toyota annonce en juin 2009 pour 2015 le développement de voitures électriques entièrement fondées sur les piles à combustible en vente (contrairement à aujourd'hui où les voitures électriques sont en leasing). En juin 2014, Toyota confirme la commercialisation au Japon en avril 2015 de sa première berline à pile à combustible, la Mirai, à un prix bien plus bas que ce qu'attendaient les observateurs ; elle sera aussi proposée à l'été 2015 aux États-Unis et dans quelques pays européens équipés de stations de recharge comme la Suède ; Toyota espère vendre des dizaines de milliers de ce type de voitures par an dans la prochaine décennie. La Toyota Mirai sort en 2014.

### Autres domaines
- Camions : en 2020, des entreprises suisses expérimentent des camions à hydrogène pour le transport des marchandises[71].
- Tracteur : prototype de tracteur fonctionnant à l'hydrogène[72].
- Dameuse : Aztec[73].
- Bateaux : on[style à revoir] projette de les utiliser pour des véhicules marins, dont des bateaux de pêche (avec en France le pôle PRINA ; Pôle de recherche et d’innovation de Nantes-Atlantique et Atlanpole, porteur de la Mission Hydrogène[74] et le projet SHYPER (« Système hydrogène pour une pêche écologiquement responsable »[75],[76]). À Nantes, le 30 aout 2019, la SEMITAN inaugure le Jules Verne 2, navette fluviale de transport de passagers, mue par une pile à combustible[77]. Fincantieri, un des leaders mondiaux de la construction navale, va construire des navires propulsés à l'hydrogène, en utilisant le système de stockage de l'hydrogène sous forme d’hydrures métalliques mis au point par McPhy Energy[78].
- Système Nomades : Paxitech conçoit des piles à faible puissance pour des applications nomades, telles que les chargeurs USB, les lampes (casques de spéléologie).
- Production électrique stationnaire :
  - produits de la société américaine Fuel Cell Energy,
  - Axane (Air liquide) : Evopac, système d'alimentation autonome alimenté par du dihydrogène.
- Système de refroidissement par évaporation inspiré des plantes vertes pour les piles à combustible des ordinateurs portables de demain[79].
- Aéronautique : 
  - Antares DLR-H2,
  - le 6 août 2009, cent ans après l'exploit de Blériot, un ULM à hydrogène traverse la Manche[80] ; cet engin et son concepteur, Gérard Thévenot, ont reçu le e-flight award[81].
- Astronautique, en particulier lors du programme Apollo[82].
- Pôle de compétitivité Tenerrdis avec son écosystème hydrogène.
- Sous-marins.